# Charlton Athletic F.C.
Charlton Athletic Football Club (poznat pod nadimkom "The Addicks") engleski je nogometni klub iz londonske četvrti Charlton u gradskom okrugu Greenwich. Klub je 9. lipnja 1905. godine osnovala mladež iz jugoistoka Londona (uključujući četvrti East Street Mission i Blundell Mission).
Domaće utakmice kluba od 1919. igraju se na stadionu The Valley u Charltonu. Klub je nakratko nastupao u Catfordu (1923. – 1924.) te sedam godina na stadionima Crystal Palacea i West Ham Uniteda (1985. – 1992.), nakon čega se vraća na Valley.
Charlton je postao profesionalni klub 1920., a u nogometnu ligu plasirao se 1921. godine. Klub je igrao u prvom razredu engleskog nogometa u četiri razdoblja: od 1936. do 1957., od 1986. do 1990., od 1998. do 1999. te od 2000. do 2007. Povijesno gledano, najuspješnije razdoblje Charlton Athletica bilo je krajem 2. svjetskog rata - finale FA kupa 1946. i osvajanje istog godinu potom.
Završetkom sezone 2006./07. klub je iz Premier lige ispao u Championship. Nakon dvije sezone, Charlton je 2009. godine pao iz 2. druge lige u niži razred engleskog klupskog nogometnog natjecanja. Vratio se u Championship 2012. godine
Poduzetnik i filantrop Sir Maurice Hatter imenovan je doživotnim predsjednikom kluba.

## Povijest

### Počeci
Klub Charlton Athletic je 9. lipnja 1905. godine osnovala mladež stara između 15 do 17 godina na području današnjeg Thames Barriera. U prvim godinama postojanja kluba napredak Charltona je ometan jer je u blizini postojao nogometni klub Woolwich Arsenal (današnji Arsenal) koji je bio jedan od najvećih klubova u Engleskoj. Tako su prošle mnoge godine dok Charlton nije počeo nastupati u lokalnim ligama. Kad se Woolwich Arsenal 1913. preselio u sjeverni London, Charlton je dobio priliku da se razvije te se plasirao u seniorsku Lewisham ligu. Završetkom 1. svjetskog rata klub se pridružuje Kent ligi u kojoj je odigrao jednu sezonu (1919./20.) nakon čega Charlton Athletic postaje profesionalni klub. S ciljem profesionalizacije kluba, trenerom Charltona je imenovan Walter Rayner.
Nakon što je klub pristupio Južnoj ligi u kojoj je nastupao u sezoni 1920./21. Charlton je zaigrao u sklopu The Football League. Prva utakmica u tom prvenstvu odigrana je u kolovozu 1921. godine protiv Exeter Cityja u kojoj je Charlton pobijedio minimalnim rezultatom. 1923. klubu je predloženo da se spoji s Catford Southendom kako bi se stvorila jača momčad s većom podrškom. Zbog toga je klub u sezoni 1923./24. nakratko nastupao u Catfordu na tamošnjem Mount stadionu. Umjesto tradicionalnih crvene i bijele boje kluba, Charlton je koristio dresove sa svijetlo i tamno plavim okomitim prugama. Ipak, taj potez je propao tako da se klub vratio na svoj Valley stadion.

### Poslijeratne godine
Nakon Drugog svjetskog rata klub vraća veliku posjećenost na svojim utakmicama. 1946. Charlton Athletic se plasirao u finale FA kupa u kojem je izgubio u produžecima rezultatom 4:1 od Derby Countyja. Godinu potom Charlton je ponovo igrao u finalu istog natjecanja kojeg je osvojio pobijedivši s 1:0 Burnley. Pogodak je postigao Chris Duffy. Klub opet postaje popularan te se nalazi na ljestvici TOP 11 klubova iz Engleske koji su tijekom cijele sezone imali prosjek od 40.000 gledatelja. Ponekad je broj gledatelja na Valleyju dosezao i do 70.000.
Pad kluba uslijedio je tijekom 1950-ih kada su zabilježena mala ulaganja u Charlton. Klub je 1956. otpustio Jimmyja Seeda te je Charlton ispao u nižu ligu sljedeće godine.
Od kraja 1950-ih do početka 1970-ih Charlton Athletic se natjecao u drugoj ligi sve dok 1972. godine nije ispao u treću ligu zbog čega je klub izgubio veliku podršku pa čak i nakon ponovnog plasmana u 2. ligu 1975. godine. U sezoni 1979./80. klub opet nastupa u trećoj ligi iz koje se vraća u drugu ligu godinu potom. To razdoblje je bilo velika prekretnica u povijesti kluba kada je dolazilo do mnogih turbulencija i promjena, uključujući padanja u niži rang i vraćanje u veći.

### Nemirno razdoblje
Charlton Athletic se 1984. godine našao u financijskim problemima zbog čega je klub transformiran u tvrtku Charlton Athletic (1984) Ltd. Međutim, financijsko stanje kluba se nije poboljšalo pa je klub bio prisiljen napustiti matični stadion The Valley neposredno prije početka sezone 1985./86. jer su sigurnost kluba kritizirali čelnici nogometne lige. Klub je svoje utakmice igrao na stadionu Selhurst Park od Crystal Palacea te se ta mogućnost gledala kao dugoročna jer Charlton nije imao dovoljno sredstava za obnovu vlastitog stadiona kako bi se zadovoljili sigurnosni kriteriji. Osim igranja na Selhurst Parku, Charlton Athletic je nastupao i na Upton Parku od West Ham Uniteda jer je na Selhurst Parku počeo igrati Wimbledon.
1987. godine klub ponovo igra na Wembleyju, prvi put od 1947. i finala FA kupa. Charlton je ovaj put igrao u finalu Full Members kupa protiv Blackburn Roversa. Momčad je izgubila u finalu.
Krajem sezone 1992./93. klub je zadesila tragedija. Branič Tommy Caton je u ožujku 1993. najavio svoje igračko umirovljenje zbog savjeta liječnika jer se igrač nije uspio u potpunosti oporaviti od ozljede. Caton je iznenada umro u travnju 1993. u dobi od samo 30 godina.

### Povratak na The Valley
1995. godine novi predsjednik kluba Richard Murray imenovao je Alana Curbishleyja jedinim menadžerom Charltona.
Pod njegovim vodstvom klub je 1996. ostvario jedan nastup u doigravanju ali je Charlton u polufinalu poražen od Crystal Palacea dok je sljedeće sezone klub bio na razočaravajućem 15. mjestu prvenstva. U sezoni 1997./98. Charlton je stigao do play-offa 2. lige gdje je nakon 4:4 rezultata u regularnom tijeku utakmice, pobijedio Sunderland boljim izvođenjem jedanaesteraca (7:6). Utakmica je opisana kao: "jedna od najbolje odigranih utakmica na Wembleyju ikada". Tako se Charlton Athletic po prvi puta nakon duže vremena plasirao u Premier ligu.
Klub nakon prve dvije uspješne utakmice u ligi nije uspio zadržati formu te je uskoro ispao iz prvenstva. Međutim, klupsko vodstvo nije gubilo vjeru u trenera Curbishleyja koji se klubu odužio osvajanjem 2. lige 2000. godine nakon čega se klub direktno plasirao ponovo u Premier ligu.
Klub je oprezno trošio novac na dovođenje dobrih igrača tako da je Charlton 2003. godine bio na gornjem dijelu tablice engleske Premier lige. U sezoni 2003./04. Charlton je intenzivno krenuo u borbu za visoka mjesta u prvenstvu kojim bi osigurao nastup u Ligi prvaka. Međutim loša forma momčadi pred kraj sezone i prodaja ključnog igrača Scotta Parkera Chelseaju doveli su do toga da je Charlton u konačnici bio 7. na tablici. Ipak, to je bio najveći klupski uspjeh u Premier ligi još od 1950-ih godina. U kasnijim sezonama klub nije uspio ostvariti značajniji rezultat tako da je Curbishley napustio Charlton 2006. nakon 15 godina vođenja kluba. Klub je tada ostvariovao solidne rezultate te bio na sredini tablice.
U svibnju 2006. je Iain Dowie imenovan novim trenerom kluba ali je smijenjen u studenom iste godine nakon 12 prvenstvenih utakmica. Razlog tome bili su loši rezultati (svega dvije pobjede). Nakon toga vodstvo kluba preuzima Les Reed koji nije uspio poboljšati rezultate kluba. Stoga je Reed smijenjen na Badnjak 2006. a umjesto njega je doveden bivši igrač kluba - Alan Pardew. I pod njegovim vodstvom se rezultati kluba nisu poboljšali tako da je klub završetkom sezone ispao iz Premier lige.

### Pad
Za klub je povratak u 2. ligu značio razočarenje a sezona je završena na 11. mjestu. Početkom sljedeće sezone Charlton je pregovarao o stranom preuzimanju ali je u konačnici vodstvo kluba to odbilo. U novije vrijeme, Charltonu je 10. listopada 2008. poslana indikativna ponuda jedne investicijske tvrtke iz Dubaija. Međutim, posao je kasnije propao. To sve je rezultiralo neto gubitkom kluba koji je iznosio više od 13 milijuna GBP u prošloj financijskoj godini.
Početkom sezone 2008./09. Charlton Athletic je bio među favoritima koji bi se u konačnici mogli plasirati u Premier ligu. 22. studenog 2008. Charlton je od Sheffield Uniteda pretrpio teški domaći poraz od 5:2 čime je klub nastavio niz od osam uzastopnih utakmica bez pobjede te je na tablici pao u zonu ispadanja. Nekoliko sati nakon utakmice trener Alan Pardew je sporazumno napustio klub. Stvari nije popravio ni novi menadžer Phil Parkinson tako da je nakon uzvratne utakmice i 3:1 poraza od Sheffield Uniteda klub pao na predzadnje mjesto na tablici, svega četiri boda od začelja. Tako se klub suočio s prijetnjom da bi nakon 29 godina mogao opet igrati u 3. engleskoj ligi. Charlton je nastavio s lošim rezultatima te je produžio niz od 18 uzastopnih utakmica bez pobjede što je postao novi klupski rekord. Taj rekord je srušen u uzvratnoj utakmici FA kupa protiv Norwich Cityja (1:0 pobjeda). Klub nakon toga na svom The Valleyju pobjeđuje Crystal Palace što je bila prva prvenstvena pobjeda trenera Phila Parkinsona. Ispadanje Charltona u niži rang postala je realnost nakon neriješenog rezultata protiv Blackpoola (2:2).
Charlton je koncem prvenstva ispao u 3. ligu u kojoj je osvojio 4. mjesto ali se putem play-offa nije uspio kvalificirati natrag u 2. ligu. Klub je dobio nove vlasnike koji su odlučili maknuti trenera Parkinsona i igračku legendu kluba - Marka Kinsellu. Novim trenerom je imenovan Chris Powell (također nekadašnja legenda kluba) koji je u svojoj prvoj utakmici na Valleyju uspio pobijediti Plymouth s 2:0.

## Grb kluba i boje
Prvi poznati grb kluba pojavio se 1930. godine a sastojao se od slova CAF (Charlton Athletic Football Club). Izgled grba je mijenjan tijekom 1940-ih dok su slova CAF promijenjena u CAFC. Krajem 1940-ih i početkom 1950-ih korišten je simbol gradske općine Greenwich kao grb kluba ali se nije stavljao na klupske dresove.
1963. izvršeno je natjecanje za uvođenje novog klupskog grba. Uveden je okrugli crveni grb s bijelom rukom koja drži mač. Ona je uvedena zbog Charltonovog nadimka - Valiants. Tijekom sljedećih pet godina izvršene su izmjene u izgledu grba. Uveden je veliki crni obrub na kojem je štampanim slovima pisalo Charlton Athletic. Od 1968. godine pa do danas se koristi postojeći klupski grb s time da je tijekom 1970-ih na klupskim majicama bio ispisan akronim CAFC.
Boje kluba su crvena i bijela. Skupina mladih ljudi koji su osnovali klub 1905. odabrali su te boje nakon što je klub svoje prve utakmice odigrao s posuđenim dresovima od lokalnog rivala Woolwich Arsenala koji je također koristio crvenu i bijelu boju. Charlton je uvijek koristio te boje osim u sezoni 1923./24. kada se klub privremeno preselio u Catford gdje je koristio dresove sa svjetlo i tamno plavim prugama. Sljedeće sezone Charlton se vratio na svoj matični stadion te su se ponovo počele koristiti crvena i bijela boja kao klupske boje.

## Stadion
Prvi teren na kojem je Charlton igrao svoje utakmice bio je Siemens Meadow (1905. – 1907.), grubi teren uz rijeku Thames. Zatim je klub igrao na Woolwich Commonu (1907. – 1908.), Pound Parku (1908. – 1913.) i Angerstein Laneu (1913. – 1915.). Završetkom 1. svjetskog rata londonsko područje zvano Swamps je označeno kao novi teren na kojem će Charlton igrati svoje utakmice. U ljeto 1919. započeli su radovi s izgradnjom novog stadiona (The Valley) koji je i do danas u uporabi. U rujnu iste godine odigrana je prva utakmica na The Valleyju. Klub je nakratko napustio stadion te je nastupao u Catfordu (1923. – 1924.)
Tijekom 1930-ih i 1940-ih su izvršena značajna poboljšanja terena zbog čega je u to vrijeme bio jedan od najvećih u Engleskoj. 1938. godine na stadion je došlo rekordnih 75.000 gledatelja na utakmicu FA kupa protiv Aston Ville. Tijekom 1940-ih i 1950-ih broj gledatelja je često puta bio iznad 40.000 a Charlton je bio jedan od klubova s najvećim brojem navijača u zemlji. Međutim, ispadanjem kluba u nižu ligu došlo je do smanjenja ulaganja u The Valley.
Tijekom 1980-ih se kao glavno pitanje pojavilo vlasništvo nad klubom i stadionom. To je dovelo do toga da je Charlton sedam godina igrao na stadionima Crystal Palacea i West Ham Uniteda (1985. – 1992.). Nakon tog razdoblja Charlton Athletic se vraća na Valley. Klub je povratak na svoj matični stadion u prosincu 1992. uveličao 1:0 pobjedom protiv Portsmoutha. Također, povratkom kluba izvršena je modernizacija stadiona koji danas ima kapacitet od 27.111 mjesta. Postoji plan da se broj mjesta na stadion The Valley poveća na 31.000, pa čak i oko 40.000 u budućnosti.

## Navijači
Navijači Charlton Athletica dolaze iz londonskih četvrti Lewisham, Greenwich, Bexley i Bromley te iz sjevero-zapadnog Kenta. Klub ima mnoštvo nadimaka a najpoznatiji je "The Addicks". Među brojnim teorijama o podrijetlu imena Addicks jedna je da se u jugoistočnom londonskom izgovoru ta riječ izgovara isto kao "addict" ili "athletic". Međutim, najvjerojatnije podrijetlo imena je lokalna ribarnica čiji je vlasnik Arthur "Ikey" Bryan nagrađivao igrače kluba s obrocima bakalara i pečenog krumpira. Do danas se "The Addicks" održao kao službeni nadimak kluba.
Nadimak "The Robbins" je prihvaćen 1931. dok je nadimak "Valiants" odabran po izboru navijača tijekom 1960-ih što je dovelo do stavljanja bijelog mača u službeni grb kluba.

## Sponzori
U donjoj tablici su navedeni dobavljači sportske opreme za Charlton Athletic kao i službeni sponzori kluba čije je ime bilo na majicama Charlton Athletica:
| Godina      | Dobavljač opreme | Sponzor kluba                  |
| ----------- | ---------------- | ------------------------------ |
| 1974. – 80. | Bukta            | bez sponzora                   |
| 1980. – 81. | Adidas           | bez sponzora                   |
| 1981. – 82. | Adidas           | FADS                           |
| 1982. – 83. | Adidas           | bez sponzora                   |
| 1983. – 84. | Osca             | bez sponzora                   |
| 1984. – 86. | Osca             | The Woolwich                   |
| 1986. – 88. | Adidas           | The Woolwich                   |
| 1988. – 92. | Admiral          | The Woolwich                   |
| 1992. – 93. | Ribero           | bez sponzora                   |
| 1993. – 94. | Ribero           | Viglen                         |
| 1994. – 98. | Quaser           | Viglen                         |
| 1998. – 00. | Le Coq Sportif   | MESH                           |
| 2000. – 02. | Le Coq Sportif   | Redbus                         |
| 2002. – 03. | Le Coq Sportif   | All:Sports                     |
| 2003. – 05. | Joma             | All:Sports                     |
| 2005. – 08. | Joma             | Llanera                        |
| 2008. – 09. | Joma             | Carbrini Sportswear            |
| 2009.       | Joma             | Kent Reliance Building Society |
| 2010. – 12. | Macron           | Kent Reliance Building Society |
| 2012. – 14. | Nike             | Andrews Sykes                  |
| 2014. – 16. | Nike             | University of Greenwich        |
| 2016. – 17. | Nike             | BETDAQ                         |
| 2017.–      | Hummel           | BETDAQ                         |

## Rivalstvo
Charlton ima nogometni rivalitet s klubovima iz svojeg susjedstva i to s: West Ham Unitedom, Crystal Palaceom i Millwallom.

## Charlton u popularnoj kulturi
Charlton Atheltic se spomenuo u jednoj epizodi popularne britanske humoristične serije Mućke. U epizodi u kojoj se lik Rodney Trotter (Nicholas Lyndhurst) ženio s djevojkom Cassandrom, otkriveno je da mu je srednje ime Charlton (koje se kroz seriju uopće nije spominjalo) dala majka koja je navijala za taj londonski klub.
Također, u britanskoj drami Albert's Memorial koja je prikazana 12. rujna 2010., lik Harry (sir David Jason) je izjavio da je navijač Charlton Athletica. Kasnije Harry sahranjuje svog prijatelja Alberta (Michael Jayston) zamotanog u zastavu Charltona. Razvojem epizode otkriva se da je pokojnik umotan u zastavu kluba kojeg je mrzio na što Harry odgovara: "Nitko nije savršen".

## Klupski igrači godine
| - 1971. - Paul Went - 1972. - Keith Peacock - 1973. - Arthur Horsfield - 1974. - John Dunn - 1975. - Richie Bowman - 1976. - Derek Hales - 1977. - Mike Flanagan - 1978. - Keith Peacock - 1979. - Keith Peacock - 1980. - Les Berry |  | - 1981. - Nicky Johns - 1982. - Terry Naylor - 1983. - Nicky Johns - 1984. - Nicky Johns - 1985. - Mark Aizlewood - 1986. - Mark Aizlewood - 1987. - Bob Bolder - 1988. - John Humphrey - 1989. - John Humphrey - 1990. - John Humphrey |  | - 1991. - Robert Lee - 1992. - Simon Webster - 1993. - Stuart Balmer - 1994. - Carl Leaburn - 1995. - Richard Rufus - 1996. - John Robinson - 1997. - Andy Petterson - 1998. - Mark Kinsella - 1999. - Mark Kinsella - 2000. - Richard Rufus |  | - 2001. - Richard Rufus - 2002. - Dean Kiely - 2003. - Scott Parker - 2004. - Dean Kiely - 2005. - Luke Young - 2006. - Darren Bent - 2007. - Scott Carson - 2008. - Matt Holland - 2009. - Nicky Bailey - 2010. - Christian Dailly - 2011. - José Semedo - 2012. - Chris Solly - 2013. - Chris Solly - 2014. - Diego Poyet - 2015. - Jordan Cousins - 2016. - Jordan Cousins |

## Klupsko osoblje

### Predsjednici kluba kroz povijest
Predsjednici Charltona su bili kroz povijest:
| - 1921. – 1924. Douglas Oliver - 1924. – 1932. Edwin Radford - 1932. – 1951. Albert Gliksten - 1951. – 1962. Stanley Gliksten - 1962. – 1982. Edward Gliksten - 1982. – 1983. Mark Hulyer - 1983. Richard Collins - 1983. – 1984. Mark Hulyer - 1984. John Fryer |  | - 1984. – 1985. Jimmy Hill - 1985. – 1987. John Fryer - 1987. – 1989. Richard Collins - 1989. – 1995. Roger Alwen - 1995. – 2008. Richard Murray - 2008. – 2010. Derek Chappell - 2008. – 2010. Richard Murray - 2010. – 2014. Michael Slater |

### Treneri kroz povijest
| Trener                      | Razdoblje                      | Uspjeh |
| --------------------------- | ------------------------------ | --- |
| Walter Rayner               | lipanj 1920. - svibanj 1925.   | |
| Alex 'Sandy' MacFarlane     | svibanj 1925. - siječanj 1928. | |
| Albert Lindon               | siječanj 1928. - lipanj 1928.  | |
| Alex 'Sandy' MacFarlane     | lipanj 1928. - prosinac 1932.  | Division Three (1937.) |
| Albert Lindon               | prosinac 1932. - svibanj 1933. | |
| Jimmy Seed                  | svibanj 1933. - rujan 1956.    | Division Three (1935.) Division Two - 2. mjesto (1936.) Football League - 2. mjesto (1937.) FA Kup - finalist (1946.) FA Kup (1947.) |
| David Clark                 | rujan 1956.                    | |
| Jimmy Trotter               | rujan 1956. - listopad 1961.   | |
| David Clark                 | listopad 1961. - studeni 1961. | |
| Frank Hill                  | studeni 1961. - kolovoz 1965.  | |
| Bob Stokoe                  | kolovoz 1965. - rujan 1967.    | |
| Eddie Firmani               | rujan 1967. - ožujak 1970.     | |
| Theo Foley                  | ožujak 1970. - travanj 1974.   | |
| Les Gore                    | travanj 1974. - svibanj 1974.  | |
| Andy Nelson                 | svibanj 1974. - ožujak 1980.   | Division Three - 3. mjesto (1975.)                                                                                                   |
| Mike Bailey                 | ožujak 1980. - lipanj 1981.    | Division Three - 3. mjesto (1981.)                                                                                                   |
| Allan Mullery               | lipanj 1981. - lipanj 1982.    | |
| Ken Craggs                  | lipanj 1982. - studeni 1982.   | |
| Lennie Lawrence             | studeni 1982. - srpanj 1991.   | Division Two - 2. mjesto (1986.) Full Members Cup - finalist (1987.)                                                                 |
| Alan Curbishley Steve Gritt | srpanj 1991. - lipanj 1995.    | |
| Alan Curbishley             | lipanj 1995. - svibanj 2006.   | Division One - play-off (1998.) Football League (2000.)                                                                              |
| Iain Dowie                  | svibanj 2006. - studeni 2006.  | |
| Les Reed                    | studeni 2006. - prosinac 2006. | |
| Alan Pardew                 | prosinac 2006. - studeni 2008. | |
| Phil Parkinson              | studeni 2008. - siječanj 2011. | |
| Keith Peacock               | siječanj 2011.                 | |
| Chris Powell                | siječanj 2011. – 2014.         | |

## Rekordi
Sam Bartram, vratar Charltona od 1934. do 1956. do danas je rekorder po broju nastupa za klub - 623. Rezultat je tim veći jer se englesko nogometno prvenstvo nije igralo šest godina za vrijeme trajanja 2. svjetskog rata. Drugi igrač po najvećem broju odigranih utakmica za klub je Keith Peacock. On je u razdoblju od 1961. do 1979. odigrao za Charlton 591 utakmicu.
Derek Hales je sa 168 golova u 368 utakmica najbolji strijelac Charltona. Međutim, računajući samo prvenstvene pogotke, najbolji strijelac kluba je Stuart Leary sa 153 gola postignutih u razdoblju između 1951. i 1962. godine. Također, Ralph Allen je rekorder po broju postignutih pogodaka u jednoj sezoni - 33 gola zabijenih u nogometnoj sezoni 1934./35.
Najviše ljudi, njih 75.031 gledalo je Charlton Athletic 12. veljače 1938. u utakmici FA kupa protiv Aston Ville. U utakmici Premier lige protiv Chelseaja u rujnu 2005. zabilježen je rekord apsolutne popunjenosti svih sjedećih mjesta na stadionu The Valley - 27.111 sjedećih mjesta.

## Klupski rekordi
| Rekord                               | Rezultat                                                |
| ------------------------------------ | ------------------------------------------------------- |
| Najviše prvenstvenih bodova u sezoni | 91 bod (sezona 1999./00.)                               |
| Najviše prvenstvenih golova u sezoni | 107 golova (sezona 1957./58.)                           |
| Najveća pobjeda                      | 8:1 (12. rujna 1953. protiv Middlesbrougha)             |
| Najveći poraz                        | 1:11 (14. studenog 1959. protiv Aston Ville)            |
| Najveća pobjeda u FA kupu            | 7:0 (7. siječnja 1956. protiv Burton Albiona)           |
| Najveća pobjeda u Liga kupu          | 5:0 (12. kolovoza 1980. protiv Brentforda)              |
| Najviše uzastopnih pobjeda           | 12 utakmica (26. prosinca 1999. – 7. ožujka 2000.)      |
| Najviše utakmica bez pobjede         | 18 utakmica (18. listopada 2008. – 13. siječnja 2009.)  |
| Najviše uzastopnih poraza            | 10 utakmica (11. travnja 1990. – 15. rujna 1990.)       |
| Najviše uzastopnih remija            | 6 utakmica (13. prosinca 1992. – 16. siječnja 1993.)    |
| Najviše utakmica bez poraza          | 15 utakmica (4. listopada 1980. – 20. prosinca 1980.)   |
| Najviše gledatelja (općenito)        | 75.031 (17. listopada 1938. protiv Aston Ville)         |
| Najviše gledatelja u prvenstvu       | 68.160 (17. listopada 1936. protiv Arsenala)            |
| Najveći prihod od utakmice           | 400.920 GBP (19. veljače 2005. protiv Leicester Cityja) |

## Igrački rekordi
| Rekord                        | Igrač                                |
| ----------------------------- | ------------------------------------ |
| Najviše nastupa               | Sam Bartram (623)                    |
| Najviše golova                | Derek Hales (168)                    |
| Najviše hat-trickova          | Johnny Summers i Eddie Firmani (8)   |
| Najviše puta "Igrač utakmice" | Radostin Kišišev (42)                |
| Najstariji igrač              | Sam Bartram (42 godine i 47 dana)    |
| Najmlađi igrač                | Jonjo Shelvey (16 godina i 59 dana)  |
| Najstariji strijelac          | Chris Powell (38 godina i 239 dana)  |
| Najmlađi strijelac            | Jonjo Shelvey (16 godina i 310 dana) |
| Najbrži pogodak               | Jim Melrose (9 sekundi)              |
| Najbrže isključenje           | Nicky Weaver (3 minute)              |

## Vanjske poveznice
- Službena stranica (engl.)
- Službeni profil kluba na UEFA.com
- Informacije i statistika Charlton Athletica na Soccerbase.com  Arhivirana inačica izvorne stranice od 29. svibnja 2010. (Wayback Machine)
- Vijesti vezane uz klub na BBC.co.uk